# 密殺指令
《密殺指令》（英語：The Order）是一部2001年阿魯巴和美國合拍的動作片，由薛爾頓·賴提執導，尚-克勞德·范·達美主演並與萊斯·威爾登（Les Weldon）共同擔任編劇；講述為了尋找失蹤的考古學者父親，路迪·卡梅爾（Rudy Cafmeyerr，范·達美飾演）前往以色列追查，但他受到當地警方的敵視，同時深陷一個宗教陰謀之中。該片最先於2001年12月13日在德國DVD首映，後於2002年3月12日在美國發行。

## 劇情
1099年，第一次十字军东征期間，基督教十字軍洗劫耶路撒冷且屠殺當地居民。一位名叫查爾斯·勒·瓦蘭特的佛拉蒙基督騎士因戰爭的恐怖而改變想法，並決定建立新的宗教秩序。這一新秩序使該地區三種主要宗教的成員聚集在一起：基督徒、猶太人和穆斯林。作為自封的領袖和彌賽亞，查爾斯寫下了聖旨的神聖文本。在前往敘利亞期間，他的營地和他本人遭到自己過去的下屬騎士殺死，宗教文本的最後一章也就此失蹤。
如今，竊賊和文物走私者路迪·卡梅爾到一間屋子內偷了一顆法貝熱彩蛋，並與屋內的警衛搏鬥。負責接應他的同夥尤利遭員警驅趕而被迫將車開走。之後，彩蛋被買方偷走，最終在亂鬥中摔壞，路迪被警方短暫監禁。
路迪的父親奧斯卡·卡梅爾是考古學家兼博物館館長，他隻身前往以色列與老友華特·芬利教授會面時遭人綁架、失去行蹤，這使路迪急忙飛往當地。路迪接見了芬利教授並從對方那得到奧斯卡留給他的东耶路撒冷保險箱鑰匙；之後芬利教授被不明身份的襲擊者槍殺。路迪在保險箱中得到一張古老的地圖，顯示了耶路撒冷下方的多條隧道和一間藏寶室。
勒·瓦蘭特的追隨者信徒繼續在以色列實踐他的和平教義。信徒賽勒斯用汽車炸彈殺死了教團領袖皮耶·高迪，並接管了教團、成為新任會長。以色列警察局長班·內爾對路迪充滿敵意並打算將其驅除出境；他命令戴莉·巴爾中尉隨行，確保路迪不會中途逃跑。巴爾中尉護送路迪到飛機上時，內爾突然致電要路迪回來，聲稱魯路迪走私了一件文物。巴爾認定路迪遭到誣陷，並給他逃脫的機會。巴爾透露她曾是聖騎士的信徒，但18歲時離開。他們一起去找負責翻譯地圖的尤利，此時一對小偷闖入並偷走了地圖，尤利在過程中被槍殺。路迪追了上去，最後雙方朝彼此開槍，使對方受傷逃走，路迪則中槍倒地。
巴爾帶路迪到仍是該組織成員的老朋友亞朗家療傷。以地圖和奧斯卡的文件來看，他發現了十字軍東征以來遺失的教團手稿，當中顯示了地點神話般的猶太人寶藏，且新教派不希望它們被揭露。在亞朗的幫助下，路迪和巴爾偽裝成聖團的外國成員前往朝聖，以便在現由賽勒斯領導的大規模成員集會中進入修道院。
在地下洞穴中，路迪找到了剩餘的手稿以及他被監禁的父親，還有一大車的炸彈。內爾到達並向路迪和巴爾解釋說，當他發現寶藏時，他加入了聖殿。賽勒斯現身要求奧斯卡帶領他穿過隧道，以便在齋月期間引爆聖殿山下的炸彈，造成多人死去以及使巴爾和美國人路迪成為烈士，最終引發第三次世界大戰。奧斯卡同意後帶領眾人進入隧道，直到他們到達靈魂之井下密室旁滿是寶物的房間。內爾為了裝滿寶藏而要求延遲引爆，從而導致與賽勒斯產生僵局。巴爾和路迪趁機逃脫，但奧斯卡受了傷，亞朗被殺死。巴爾開槍殺死內爾，後協助奧斯卡走出洞穴。路迪在寶藏室與賽勒斯展開對決，直到用一把劍殺死了對手。路迪將炸彈車扔進隧道的一個陷阱大洞中。倖存的內爾現身襲擊了他，但最後摔入洞裡。炸彈爆炸時，路迪急忙逃出隧道。上方禱告的人們聽到了爆炸聲，但仍在繼續祈禱。
回到美國後，奧斯卡出版了一本暢銷的新書。路迪則到父親的辦公室裡找到了一幅古老的地圖，該地圖指示了傳說中的黄金七城。路迪偷偷地拿走地圖，並與戴莉急忙離開辦公室。在片尾，展示了一連串的動作剪輯和幕後花絮鏡頭。

## 演員
- 尚-克勞德·范·達美飾演路迪·卡梅爾（Rudy Cafmeyerr）
- 查尔顿·赫斯顿飾演華特·芬利教授（Prof. Walter Finley）
- 蘇菲亞·米洛斯（英语：Sofia Milos）飾演戴莉·巴爾中尉（Lt. Dalia Barr）
- 布萊恩·湯普森（英语：Brian Thompson (actor)）飾演賽勒斯·雅各布（Cyrus Jacob）
- 班·克羅斯飾演班·內爾（Ben Ner）
- 維納恩·多切夫（英语：Vernon Dobtcheff）飾演奧斯卡·卡梅爾（Oscar Cafmeyer）
- 維納恩·多切夫（英语：Sasson Gabai）飾演尤利（Yuri）
- 艾隆·艾巴特巴爾（英语：Alon Abutbul）飾演亞朗（Avram）
- 彼得·馬洛塔（英语：Pjetër Malota）飾演安農（Amnon）
- 阿卜杜·奎西（英语：Abdel Qissi）飾演阿拉伯大塊頭（Big Arab）

## 製作
導演薛爾頓·賴提在2015年受訪時回憶道：
總體來說，我們想拍一部如同《夺宝奇兵》和希區考克電影《西北偏北》之類的「歡樂」動作冒險片。我們在《密殺指令》中犯的大錯是第三幕朝著嚴肅的方向推進。如果我們一路輕鬆到底，我相信這部電影會取得更大的成功。對我來說，該片的亮點是耶路撒冷舊城追逐戲，范·達美偽裝成一名哈西迪猶太人，逃離以色列警察並與之交手。那極為怪誕且蠻橫無理，直到今天，我仍然驚訝於我說服范·達美完成這些。

## 反響
電影負評居多，於爛番茄網站上根據6條評論，新鮮度僅0%，平均得分3.6／10。

## 外部連結
- 互联网电影数据库（IMDb）上《密殺指令》的资料（英文）
- 爛番茄上《密殺指令》的資料（英文）